# Андреевка (Добринский район)
Андре́евка — деревня Тихвинского сельсовета Добринского района Липецкой области.
Возникла после 1929 года.
Расположена на правом берегу реки Плавица. На юге поселения — устье безымянного ручья, впадающего в Плавицу. На севере — автомобильная дорога Добринка — ст. Плавица — ст. Хворостянка.
Населенные пункты, расположенные вблизи Андреевки:
- Тихвинка ~ 1,08 км
- Петровка ~ 1,81 км
- Боровское ~ 1,86 км
- Алексеевка ~ 2,06 км.

| 2010 |
| ---- |
| 57   |